# 肉絲炒麵
肉絲炒麵是一種炒麵，常見於香港的酒樓、茶餐廳和大牌檔。基本材料是雞蛋麵及切絲的豬肉，配料包括韭黃、蔥及芽菜，有時也會加入切片的香菇。雖名為炒麵，但因為烹調時是炒中帶炸，所以有部分麵條是炸脆的，再澆上炒香的豬肉絲、韭黃及芽菜等做成的芡汁。因為常會加入芽菜，所以又名「銀芽肉絲炒麵」。

## 歷史
相傳源自蘇州及上海的兩面黃，在1950年代左右，有不少上海商人移居到香港，香港的粵菜廚師也受到這些來自上海及江蘇的新顧客影響，便將香港本地既有的粵式炒麵結合兩面黃把麵條炸脆的做法，從而產生半煎半炒的肉絲炒麵，所以肉絲炒麵可說是香港版的兩面黃，後來成為廣東炒麵的一種。

## 特点
肉絲炒麵雖然有點像蘇杭地區的兩面黃，但肉絲炒麵不會將麵條完全炸脆，而是採用半煎半炒的方法製作，大部分麵條仍然保持軟身，不像兩面黃幾乎將整個麵餅炸到硬脆，常要先用刀子或剪刀將麵餅分割，並且可用手拿起麵餅進食，肉絲炒麵則如同一般炒麵以筷子進食，也因為炒麵中包含被炸脆的麵條，使口感更為豐富，成為肉絲炒麵的特色。吃兩面黃時通常會加入浙醋，進食肉絲炒麵則較少加醋。

## 外部連接
维基共享资源上的相關多媒體資源：肉絲炒麵